# 罗圩乡
罗圩乡是中国江苏省宿迁市宿城区下辖的一个乡。

## 建置沿革
罗圩乡原为淮阴市宿迁县属地，中華人民共和國建国后隶属罗圩区，1956年为埠子区，1957年由罗圩、先进两乡及庆义乡部分村组成罗圩乡，1958年改罗圩公社，1984年改乡。
罗圩乡地处城区约25公里处，东与洋河镇接壤，西与龙河镇毗邻，南与陈集镇交界，北与埠子镇相连东依徐盐高速公路，西傍宿靳高速公路，境内罗陈路横贯东西。
1996年，辖黄庄、平楼、秦词、罗圩、古路、马园、古西、三胡、武圩、郭庙、长庄、胜利、连五、农科、塘圩、郭庄、古西等17个行政村。
2003年，辖罗圩、联五、陈塘圩、陈长庄、武圩、郭庙、古西、古路、三胡、秦祠、葛罗、黄庄、马园、平楼14个行政村。
2004年，将原宿豫县的罗圩乡划归宿城区管辖。
2021年3月2日，撤销龙河镇、罗圩乡，设立新的龙河镇。以原龙河镇、罗圩乡的行政区域为新的龙河镇行政区域。

## 行政区划
罗圩乡現（2011年）辖黄庄、马元、葛罗、平楼、秦祠、罗圩（居委会）、古路、古西、三胡、郭庙、武圩、长庄、塘圩、联伍14个行政村（居）。
现辖：
罗圩社区、联五村、塘圩村、长庄村、武圩村、郭庙村、古西村、古路村、三胡村、秦祠村和平楼村。